# Carl August Nilsson-Cantell
Carl August Nilsson-Cantell, född 28 december 1893 i Visby, död där 14 januari 1987, var en svensk zoolog.
Carl August Nilsson-Cantell var son till sjökaptenen Johan August Nilsson. Han avlade studentexamen i Visby 1912 och studerade därefter vid Uppsala universitet där han blev filosofie kandidat 1914, filosofie magister 1916, filosofie licentiat 1920 och filosofie doktor 1921. Efter diverse lärarförordnanden blev han 1930 lektor i biologi och kemi vid Vänersborgs högre allmänna läroverk. Från 1936 var han lektor i biologi och geografi vid Visby högre allmänna läroverk. I vetenskapligt syfte gjorde han flera resor inom Europa. Han var en av världens främsta kännare av kräftdjursgruppen rankfotingar, över vilka han utgav ett stort antal skrifter, bland annat doktorsavhandlingen Cirripedien-Studien. Nilsson anlitades som expert av flera utländska museer och behandlade bland annat 1938 cirripederna från Indiska oceanen som fanns i museet i Calcutta. Han bearbetade de av den brittiska Discoveryexpeditionen 1925–1936 hemförda materialen av cirripeder. Han skrev även populärvetenskapliga artiklar.